# Diana Laidlaw

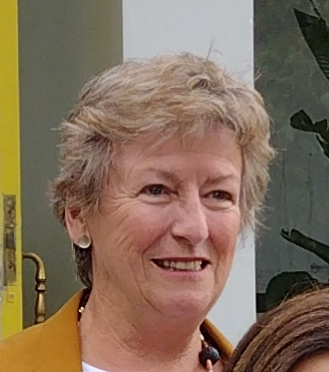
Diana Laidlaw (2022)

Hon. Diana Vivienne Laidlaw, AM (* 1951 in London) ist eine australische Politikerin der Liberal Party, die zwischen 1982 und 2003 Mitglied des South Australian Legislative Council sowie mehrmals Ministerin war.

## Leben
Diana Vivienne Laidlaw ist die älteste Tochter des Liberal Party-Politikers Don Laidlaw (1923–2009), der zwischen 1975 und 1982 ebenfalls Mitglied des Legislative Council war, und dessen erster Ehefrau Audrey Vivienne Perry (1925–1964), deren Vater Sir Frank Tennyson Perry, der für die Liberal and Country League (LCL) sowohl Mitglied des South Australian House of Assembly als auch des Legislative Council war. Sie selbst besuchte zunächst bis 1969 das Presbyterian Girl’s College in Glen Osmond, das heutige Seymour College, sowie im Anschluss 1970 das Winkfield College, woraufhin sie 1971 Mitarbeiterin von Potter Partners war. Im Anschluss absolvierte sie zwischen 1972 und 1975 ein Studium mit den Schwerpunkten Politik, Geschichte und schöne Künste an der Flinders University und war zwischen 1979 und 1982 als Assistentin in Ministerien tätig.
Am 6. November 1982 wurde Diana Laidlaw für die Liberal Party erstmals zum Mitglied des South Australian Legislative Council gewählt, des Oberhauses des Parlaments von South Australia, und gehörte diesem bis zu seinem Mandatsverzicht am 6. Juni 2003 an. Daraufhin wurde ihre Parteifreundin Michelle Lensink am 26. Juni 2003 zu ihrer Nachfolgerin im Legislativrat gewählt. Sie war damit die zweite Politikerin der Liberalen Partei, die zum Mitglied des Legislativrates gewählt wurde. Während dieser Zeit war sie unter anderem 1986 Teilnehmerin der 6. Commonwealth Study Conference, die 1956 von Philip, Duke of Edinburgh gegründet wurde, sowie 1988 Leiterin der Delegation des Australischen politischen Austauschprogramms in der Volksrepublik China.
Nach dem Wahlsieg der Liberalen Partei bei der Wahl am 11. Dezember 1993 wurde Diana Laidlaw in die Regierung von Premier Dean Brown berufen und bekleidete in dieser zwischen dem 14. Dezember 1993 und dem 28. November 1996 die Posten als Verkehrsministerin (Minister for Transport), Frauenministerin (Minister for the Status of Women) und als Ministerin für die Künste (Minister for the Arts). In der darauf folgenden Regierung von Premier John Olsen fungierte sie vom 28. November 1996 bis zum 22. Oktober 2001 weiterhin als Frauenministerin und Ministerin für die Künste und zudem in Personalunion zwischen dem 28. November 1996 und dem 20. Oktober 1997 auch wieder als Verkehrsministerin, ehe sie nach einer Regierungsumbildung vom 20. Oktober 1997 bis zum 22. Oktober 2001 Ministerin für Verkehr und Stadtplanung (Minister for Transport and Urban Planning) war.
In der anschließenden Regierung von Premier Rob Kerin, der letzten liberalen Regierung bis 2018, übernahm sie zwischen dem 22. Oktober 2001 und dem 5. März 2002 wiederum die Ämter als Ministerin für Verkehr und Stadtplanung, Frauenministerin und Ministerin für die Künste. Daneben gehörte sie zwischen dem 20. August 1998 und dem 15. Januar 2002 auch dem Gemeinsamen Parlamentsausschuss für Verkehrssicherheit an. Diana Laidlaw, die seit 1994 auch Vorstandsmitglied des Queen Elizabeth Jubilee Trust for Young Australians war, war während ihrer Parlamentszugehörigkeit zuletzt vom 7. Mai 2002 bis zum 6. Juni 2003 Mitglied des Druckereiausschusses und zugleich Mitglied des Ausschusses für Umwelt, Ressourcen und Entwicklung. Des Weiteren engagierte sie sich 2002 als Vorsitzende des Red Shield Appeal der Heilsarmee im Distrikt Adelaide. Am 17. Juli 2003 wurde ihr der Höflichkeitstitel The Honourable verliehen. Für den Dienst im südaustralischen Parlament und an der Gemeinschaft, insbesondere durch die Unterstützung der Künste und verbesserte Transportsysteme, wurde sie im Rahmen der Birthday Honours am 13. Juni 2005 zum Mitglied (Member) des Order of Australia (AM) ernannt.

## Hintergrundliteratur
- Parliament of South Australia: Statistical Record of the Legislature 1836–2007 (Memento vom 11. März 2019 im Internet Archive)